# Húsavík
Húsavík ([ˈhuːsaˌviˑk], deutsch „Häuserbucht“) ist der größte Ort und Verwaltungssitz der isländischen Gemeinde Norðurþing und hat 2508 Einwohner (Stand: 1. Januar 2023).

## Geografie
Húsavík liegt an der Skjálfandibucht. Östlich des Ortes liegt der Hausberg Húsavíks, der Húsavíkurfjall.

## Geschichte
Der erste Wikinger, der sich nachgewiesenermaßen längere Zeit auf Island aufhielt – der Schwede Garðar Svavarson –, überwinterte in Húsavik. Er benannte Island zunächst einmal nach sich, nämlich Garðarsholmur. Ein Denkmal bei der Húsavíker Schule erinnert an ihn.
Die Stadtrechte (kaupstaðurréttindi) wurden Húsavik 1950 verliehen.  Die Einwohnerzahl lag 1901 bei 313, 1910 bei 599, 1920 bei 630, 1930 bei 871, 1940 bei 1002, 1950 bei 1279, 1960 bei 1514, 1970 bei 1993 und 1979 bei 2401.  1989 zählte Húsavík 2487 Einwohner.
Die ehemalige Stadtgemeinde Húsavík (isl. Húsavíkurbær, Gemeindenummer 6100, Flächengröße 269 km²) wurde im Juni 2006 mit den Landgemeinden Keldunes (Kelduneshreppur), Öxarfjörður (Öxarfjarðarhreppur) und Raufarhöfn (Raufarhafnarhreppur) zur neuen Gemeinde Norðurþing zusammengelegt. Im Jahr 2002 war die Landgemeinde Reykjahreppur nach Húsavíkurbær eingemeindet worden.
Im Jahr 2020 wurde der Ort international bekannt durch den von Netflix produzierten Film Eurovision Song Contest: The Story of Fire Saga mit Will Ferrell und Rachel McAdams in den Hauptrollen, der sich um eine Band namens Fire Saga aus diesem Ort dreht, die beim Eurovision Song Contest antreten will.

## Einwohnerentwicklung bis 2005
| Einwohnerzahl am 1. Dez. 1997:     | 2.599 (Gebietsstand 2002) |
| Einwohnerzahl am 1. Dez. 2003:     | 2.453                     |
| Einwohnerzahl am 1. Dez. 2004:     | 2.426                     |
| Einwohnerzahl am 1. Dez. 2005:     | 2.373                     |
| Bevölkerungsveränderung 1997–2005: | −9 %                      |

## Kultur und Sehenswürdigkeiten

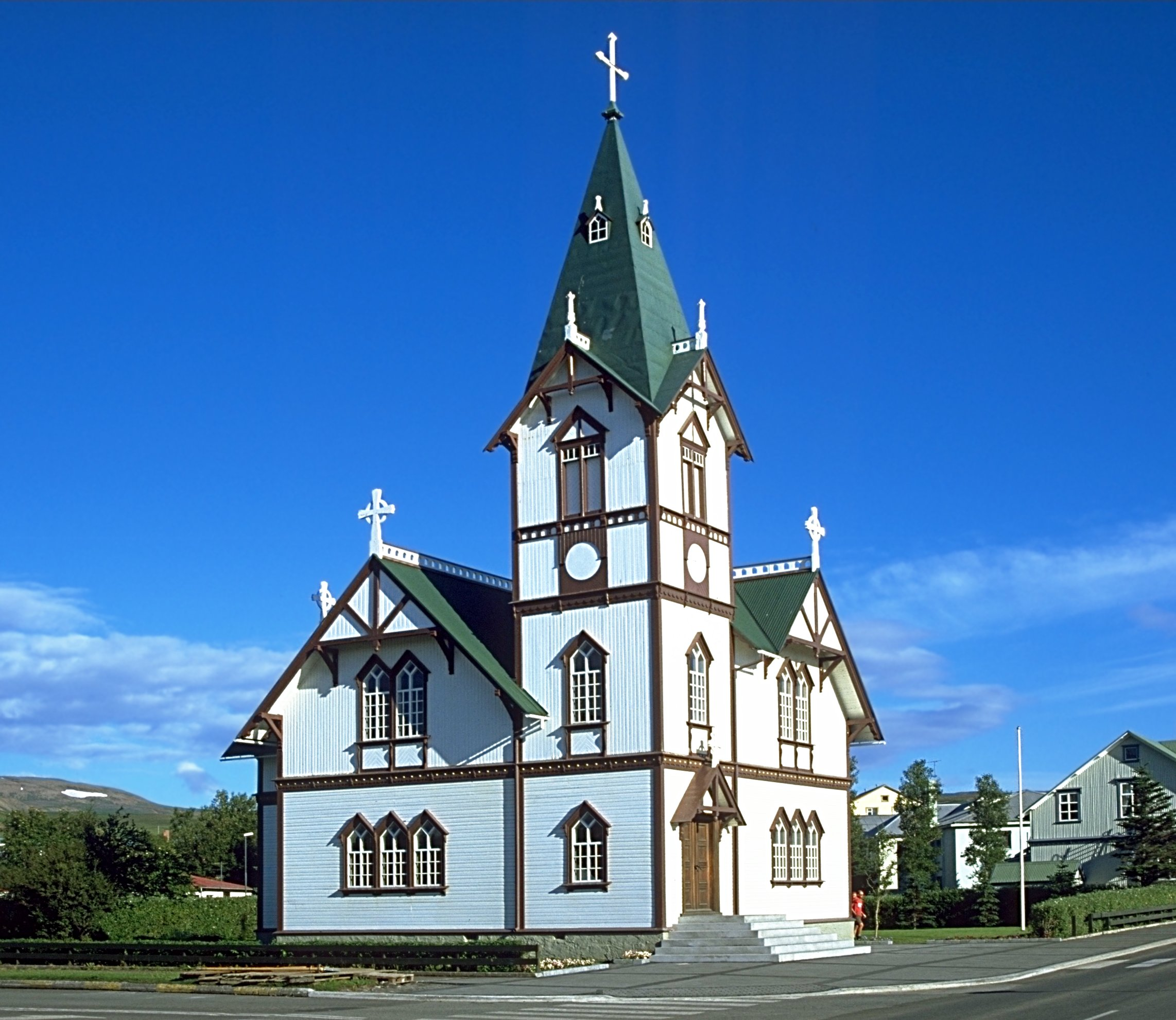
Kirche von Húsavík

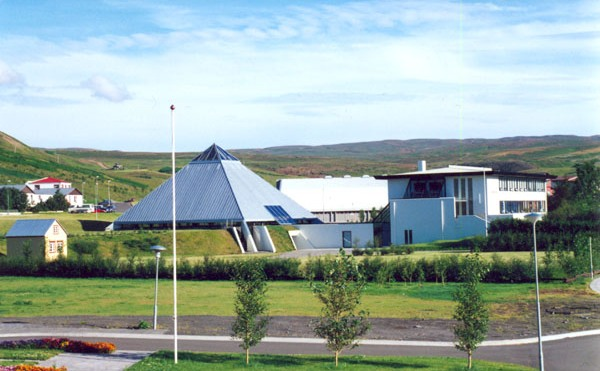
Museumsanlage Safnahúsið

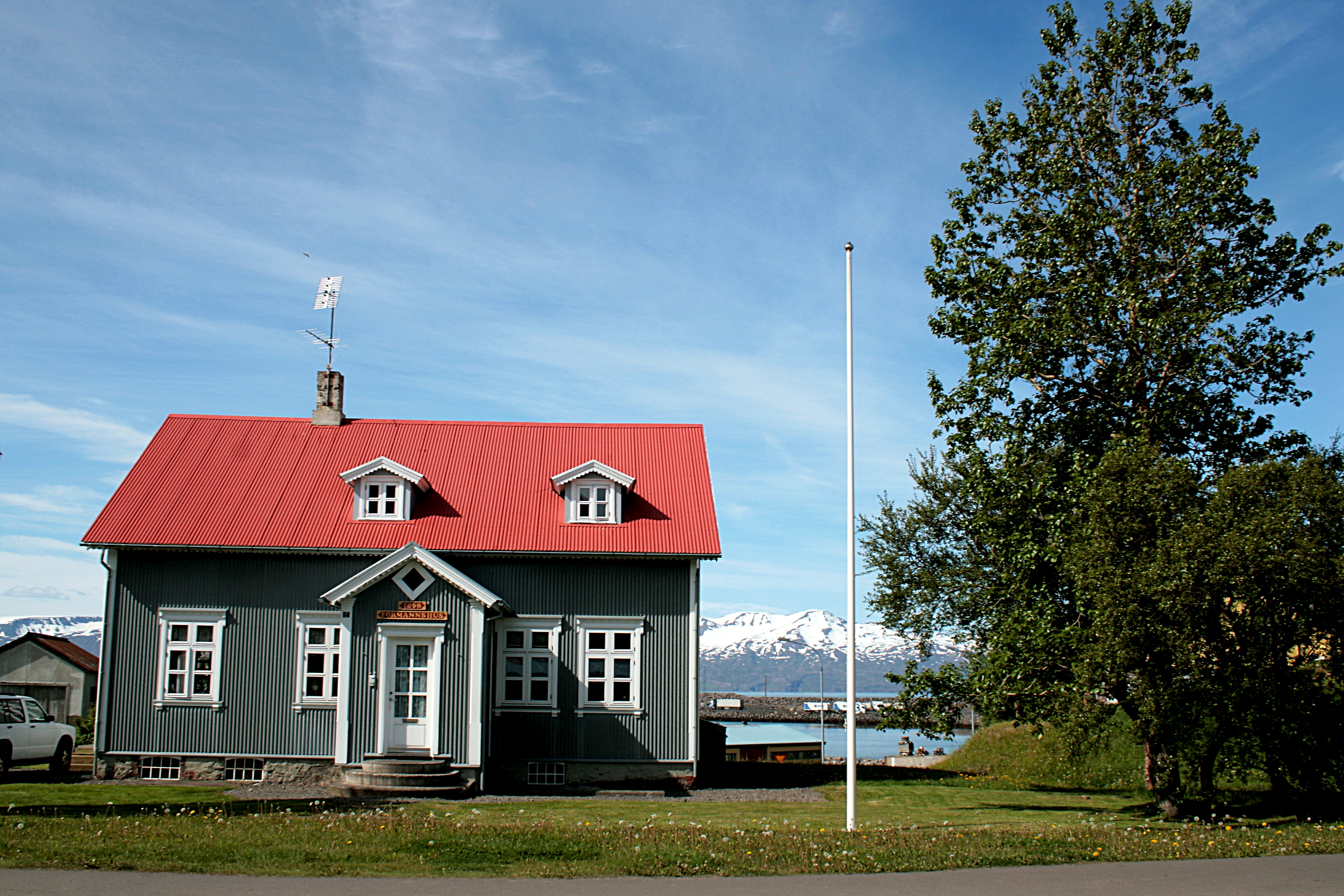
Formannshús

Die evangelische Kirche Húsavíkurkirkja wurde am 2. Juni 1907 eingeweiht und 1924 innen ausgemalt. Sie besteht aus norwegischem Holz, besitzt helle Wände und weiße Fensterumrahmungen. Sie ist zudem etwas größer als die üblichen isländischen Landkirchen und viele Menschen halten sie für die schönste Kirche Islands. Ihr Turm ist 26 m hoch. Das Retabel über dem Altar wurde 1930–31 von dem isländischen Künstler Sveinn Þórarinsson angefertigt und zeigt die Auferstehung des Lazarus. Die Orgel wurde 1964 eingebaut. Im Zentrum von Húsavík sind einige historische Gebäude erhalten, z. B. das Formannshús von 1898.
Rund 15 km südlich von Húsavík steht an der Straße 85 (Norðausturvegur) auf dem Gehöft Nes die Holzkirche Neskirkja, die 1903 erbaut und 1976–1977 auf eine Länge von 11,36 m und eine Breite von 7,04 m erweitert wurde. Die Innenausmalung wurde 1977 von den isländischen Künstlern Greta und Jón Björnsson gestaltet, das Retabel von Eyjólfur Eyfells (1886–1979) und das Taufbecken 1980 von Hannes und Kristján Vigfússon.
Von Húsavík aus kann man Walbeobachtungsfahrten unternehmen, bei denen man meist Buckelwale, aber auch Zwergwale, Schweinswale, Blauwale oder Delfine    sieht. In der Nähe des Hafens befindet sich das Walmuseum in Húsavík, das vom Europäischen Walzentrum betrieben wird und durchweg zweisprachig (Isländisch und Englisch) beschildert ist. Das Safnahúsið beherbergt ein Volks- und Naturkundemuseum, in dem u. a. eine Bibel von 1584 zu sehen ist, sowie ein Seefahrtsmuseum und ein Kunstmuseum. 1965 trainierten US-amerikanische Astronauten auf Island die Mondlandung. Hieran erinnert das 2014 eröffnete Museum Könnunarsögusafnið (Exploration Museum), das auch andere Entdeckungs- und Forschungsreisen erläutert.
Eine Besonderheit, das Isländische Phallusmuseum, ist 2011 zurück nach Reykjavík gezogen.
Das Film-Musical Eurovision Song Contest: The Story of Fire Saga spielt zum großen Teil in Húsavík. Ebenso trägt ein Song des Films den Titel Husavik - My Home Town. Der Film wurde am 26. Juni 2020 auf Netflix veröffentlicht.

## Wirtschaft
Húsavík besitzt einen Fischereihafen. Damit ist der Ort das Versorgungszentrum für die Höfe und Weiler der Umgebung. Durch den neuen Húsavíkurgöng wird ein neues Industriebetrieb nördlich der Stadt mit dem Hafen verbunden. Húsavík ist ferner ein Ausgangspunkt für Ausflüge in die Region des Mývatn, eine vulkanisch sehr aktive Gegend südöstlich von Húsavík. Bezeichnenderweise stellt der Kieselgurexport den zweiten Erwerbszweig des Ortes.

## Verkehr und Infrastruktur
Der Ort liegt am Hringvegur, Islands wichtigster Verkehrsader.
Husavik liegt an den Regionalbuslinien 79 der Straeto, welche ab hier nach Akureyri verkehrt.
Húsavík liegt am Norðausturvegur ; die Entfernung nach Reykjavík beträgt 480 Straßenkilometer. Der Flughafen Húsavík liegt südlich des Ortes und bietet Flugverbindungen zur Hauptstadt. Von und nach Akureyri besteht mehrmals täglich eine Busverbindung.
Verschiedene Touranbieter führen Fahrten zur Walbeobachtung durch, ebenso zum Myvatn, Dettifoss und zu anderen sehenswerten Orten sowie Reitausflüge.
Húsavík verfügt über ein Krankenhaus, eine Apotheke, Schwimmbad, Bibliothek, Golfplatz, Campingplatz, verschiedene Geschäfte, Tankstelle, ein Hotel, Restaurants und ein Gästehaus.
Im Winter ist ein Skilift in Betrieb.
Die Postleitzahlen Húsavíks sind 640 (für den Ort selbst) und 641 (für die Höfe in der Umgebung).

## Söhne und Töchter des Ortes
- Jónas Þórarinn Ásgeirsson (1920–1996), Skispringer und Nordischer Kombinierer
- Ásmundur Bjarnason (1927–2024), Sprinter
- Björn Olgeirsson (* 1962), Skirennläufer
- Linda Pétursdóttir (* 1969), Schönheitskönigin
- Birgitta Haukdal (* 1979), Popsängerin
- Hallgrímur Jónasson (* 1986), Fußballspieler und -trainer
- Benedikt Kristjánsson (* 1987), Opern- und Konzerttenor

## Städtepartnerschaften
- Aalborg, Dänemark
- Eastport, USA
- Fredrikstad, Norwegen
- Karlskoga, Schweden
- Riihimäki, Finnland
- Qeqertarsuaq, Grönland